# Google Tables
Google Tables est un service en ligne de gestion de projet fourni par Google. Une version béta est lancée en septembre 2020 pour les utilisateurs situés aux États-Unis.
Depuis décembre 2023, le service n'accepte plus de nouveaux utilisateurs et invite à se tourner vers Google Sheets ou Google AppSheet.